# 休伊 (伊利諾伊州)
休伊（英語：Huey）是位於美國伊利諾伊州克林頓縣的一個村落。

## 地理
休伊的座標為38°36′17″N 89°17′29″W / 38.60472°N 89.29139°W，而該地最高點為海拔高度138米（即453英尺）。

## 人口
根據2010年美國人口普查的數據，休伊的面積為0.56平方千米，當中陸地面積為0.56平方千米，而水域面積為0.00平方千米。當地共有人口169人，而人口密度為每平方千米301人。